# José María Carnicero Hernández
José María Carnicero Hernández (Madrid, 1911 — Badalona, 1950) va ser un il·lustrador republicà, que al 1940 va ser condemnat pel franquisme, en el mateix procés que Carlos Gómez Carrera i Vicent Miquel Carceller, a trenta anys de presó, que no va arribar a complir, per publicar "en el setmanari La Traca dibuixos i historietes en els quals s'insultava als invictes Generals de l'Exèrcit Español per a la publicació dels quals s'entenia directament, segons les seves pròpies manifestacions, amb el Vicente Miguel Carceller" i per dibuixar a Franco com a homosexual.

## Biografia
Va ser fill de l'arquitecte José Carnicero. Amb quinze anys, durant els seus estiuejos en L'Escorial, dibuixava i venia les seves caricatures d'altres estiuejants. Va treballar per Sigfrido Burmann ajudant en les escenografies. Entre 1924 i 1926 va col·laborar en la revista de vinyetes La Sombra. Va realitzar portades del Zorro per a l'Editorial Mateu, i a La Traca (1931). Va ser uns dels principals cartellistes del Partit Sindicalista (PS) durant els anys de la guerra. A més a més va treballar als seus principals diaris: Mañana i El Pueblo. També va treballar en El Sindicalista, del que formava part del Consell de Redacció poc després d'esclatar la Guerra civil espanyola, a l'agost de 1936.
En acabar la guerra va intentar marxar a l'exili, però va ser detingut i després d'un judici sumaríssim va ser condemnat a 30 anys de presó, dels quals només va complir 3 en el monestir de Sant Miquel dels Reis de València.
Va poder continuar amb la seva activitat artística. Va publicar set numeros del còmic infantil Polilla y su cabra maravilla, també moltes auques per encàrrec per a comerços i festes majors (barris de Vila de Gracia i Sants), va publicar dibuixos en el primer nombre dels Cuentos Ilustrados Infantiles (1944), i la commemorativa del cinquanta aniversari del Futbol Club Barcelona. Un dels seus últims treballs va ser com a director artístic en la pel·lícula d'animació El Cigronet Valent.